# Etienne Zaman
Etienne Zaman (Lokeren, 4 februari 1940) is een Belgisch ex-voetballer.
Hij speelde voor Beerschot VAC vanaf het seizoen 1958-59 tot 1967-68 en bij Sporting Lokeren (1970-1971). Hij was jeugdspeler bij Standaard Lokeren en werd getransfereerd naar Beerschot in 1958 waar hij 10 seizoenen speelde in het eerste elftal.